# Batcave
Pour les articles homonymes, voir Batcave (homonymie).
The Batcave [ðə ˈbætkeiv] est une discothèque hebdomadaire située à Londres, Angleterre, au Royaume-Uni, ouverte entre 1982 et 1985. À cette période, elle se démarque dans la vie nocturne du quartier de Soho, par la singularité de son ambiance, de sa musique et de son décor caractéristiques. Point de ralliement des premiers gothiques, son mot d'ordre était « No Funk, No Disco » (litt. « Ni funk, ni disco »). Les deux membres fondateurs de ces soirées sont Jon Klein et Olli Wisdom, du groupe de rock Specimen.
L'équipe du club est partie en tournée en 1983 en Angleterre et aux États-Unis et incarnera bientôt un genre musical qui ajoute au punk une théâtralité issue du glam rock et du romantisme noir du XIXe siècle. Il est souvent confondu avec le death rock américain auquel il se rattache beaucoup.

## Histoire

### Ouverture

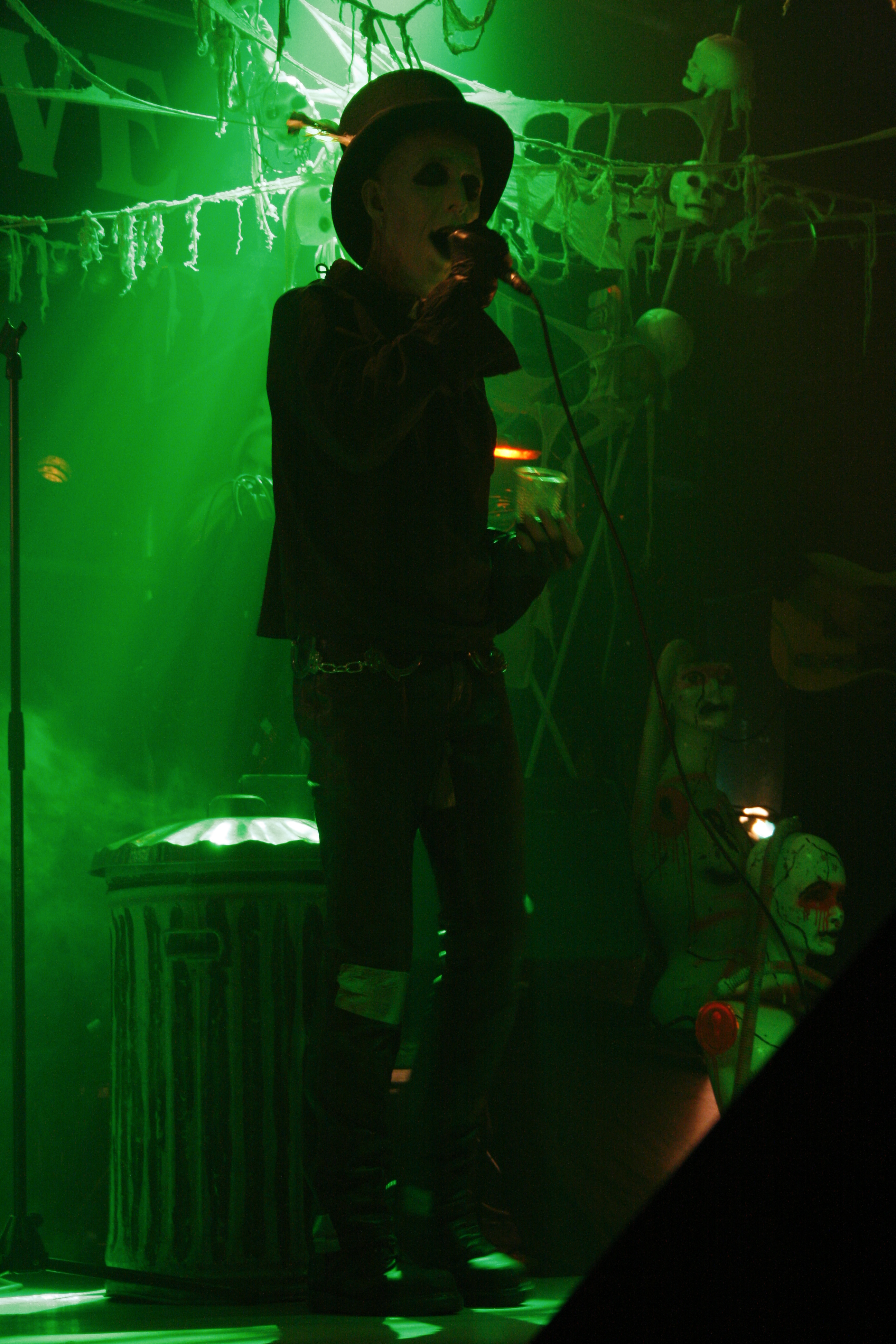
Alien Sex Fiend est un des groupes emblématiques qui sera rendu célèbre par The Batcave, et ses décors de scène extravagants et auto-parodiques sont typiques de l'esthétique de la boîte de nuit

The Batcave ouvre ses portes le 21 juillet 1982 au club le Gargoyle situé au no 69-70, Dean Street à l'angle avec Meard Street, dans le quartier de Soho au cœur de Londres. Ses deux fondateurs étaient Olli Wisdom et Jon Klein, respectivement chanteur et guitariste du groupe de rock Specimen qui joua lors de la soirée d'inauguration. Les soirées avaient lieu chaque mercredi au quatrième étage du bâtiment. Un passage en forme de cercueil menait à une petite pièce décorée avec du cuir, de la dentelle et différents accessoires de film d'horreur qui « donnait l'impression d'être en même temps un cinéma, un cabaret, un théâtre, une discothèque et une salle de concert ». Même si le club ne s'affichait pas au départ comme gothique, un terme encore méconnu à l'époque, la direction musicale post-punk, rockabilly, psychobilly, glam rock, voire parfois rap ou industrielle attirait un public caractéristique du mouvement. Un slogan affiché sur les murs disait « No Funk, No Disco » (litt. « Ni funk ni disco ») ! Après quelques mois, lorsque les locaux des étages supérieurs furent vendus, The Batcave fut transféré dans l'ancien club le Subway au no 28, Leicester Square, en février 1983. Il s'établira ensuite au Fooberts puis au Gossip's, toujours à Soho.
Le Batcave était un lieu où des personnalités comme Nick Cave, Robert Smith de The Cure, Siouxsie Sioux, Marc Almond, Steven  Severin venaient discuter autour d'un verre. Le club voyait aussi passer les personnalités suivantes, les membres du groupe Bauhaus, Vince Clarke, Boy George, Ultravox, Rusty Egan (Visage), J. G. Thirlwell (Fœtus), Lydia Lunch, Ian Astbury (Death Cult), Kirk Brandon (Theatre of Hate), Virgin Prunes, Danielle Dax, The Damned, Mick Jones., The Bollock Brothers, Jimmy Pursey (Sham 69), Wayne County, Gary Glitter, Girlschool, Robert Pereno (comme Barman) ou Sigue Sigue Sputnik. Morten Harket (a-ha) et Liz Hurley, encore inconnus à l'époque, y ont également été photographiés. Les deux DJ étaient Hamish McDonald (de Sexbeat) et Annie Hogan (membre de Marc and the Mambas).
En 1983, un disque vinyle intitulé The Batcave : Young Limbs and Numb Hymns sort sur le label London Records. La compilation comprend les Specimen (Dead Mans Autochop), Sexbeat (Sexbeat), Test Dept (Shockwork), Patti Palladin (The Nuns New Clothes), James T. Pursey (Eyes Shine Killidiscope) , Meat of Youth (Meat of Youth), Brilliant (Coming Up for the Downstroke), Alien Sex Fiend (RIP) et The Venomettes (The Dance of Death).
Les Specimen ont exporté les soirées Batcave aux États-Unis en 1983, débutant le 13 mai au Danceteria à New York, puis à l'hôtel Alexandria de Los Angeles où ils ont joué avec Christian Death et Einstürzende Neubauten.

### Célébration
En 2008, Specimen donne un concert lors d'une soirée célébrant le 25e anniversaire du Batcave, organisée par le Club Antichrist à Londres. Le show est enregistré pour un album live, Specimen Alive at the Batcave. Un festival post-punk et gothique, Return to the Batcave, se déroule tous les ans en octobre en Pologne, à Wrocław. Il accueille notamment des vétérans des soirées londoniennes, comme Ausgang ou Twisted Nerve.

### Période contemporaine
On peut reconnaître aujourd'hui[Quand ?] les formations issues du mouvement batcave à leurs prestations scéniques très théâtrales, ainsi qu'au romantisme noir qui imprègne tant leurs textes que leurs costumes de scène. Cet aspect visuel reste une donnée fondamentale du mouvement batcave actuel, mais aussi de la scène gothique en général.
L'aspect théâtral des prestations scéniques demeure une composante essentielle du mouvement batcave actuel, dans des groupes comme Cinema Strange et Violet Stigmata. Bien qu'étrangement minoritaire (en comparaison d'autres mouvements issus de la scène du club Batcave, comme le metal industriel ou la dark wave) au sein du mouvement gothique, la scène batcave n'en reste pas moins active, notamment en France où, entraînée par le groupe Neva et son chanteur Jacquy Bitch, elle garde une grande influence sur la scène actuelle avec des groupes comme The Cemetary Girlz, Castrati., Human Shame ou Chrysalis Morass.

## Groupes et artistes
Les groupes et artistes s'étant produits en concert au Batcave comprennent notamment : Alien Sex Fiend, Marc Almond, Ausgang, Bone Orchard (en), Brilliant, Certain General, Christian Death, Danielle Dax, The Dogs D'Amour, The Lords of the New Church, Play Dead, James T. Pursey, Sex Gang Children, Specimen, Test Dept, UK Decay, Whitehouse.